# Bolko-Eiche

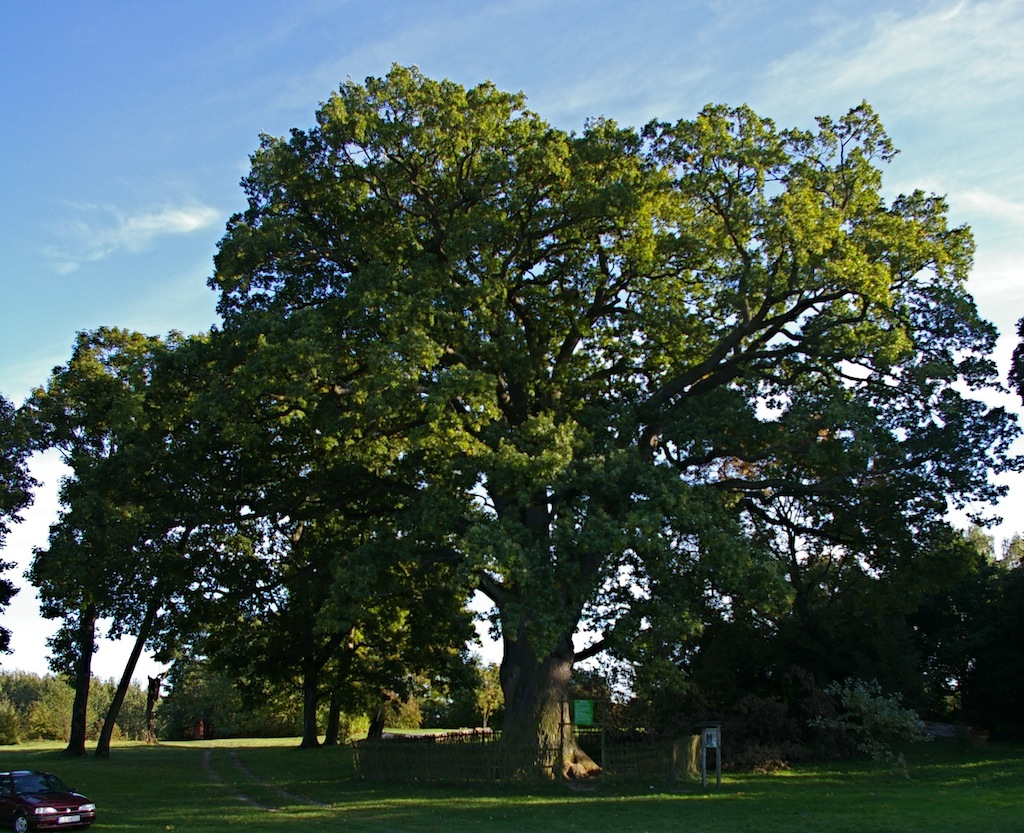
Bolko-Eiche 2009

Die Bolko-Eiche ist eine ca. 650 Jahre alte Stieleiche Quercus robur.
Der seit 1959 zum Naturdenkmal erklärte Baum befindet sich im Gutshofpark der Ortschaft Hniszów in der Gemeinde Ruda-Huta (Woiwodschaft Lublin) in Polen. Einer Legende nach soll Bolesław I. (965–1025) auf einer Reise nach Kiew unter dem Baum gerastet haben, was allerdings beim ungefähren Alter des Baumes von 650 Jahren nicht möglich ist.

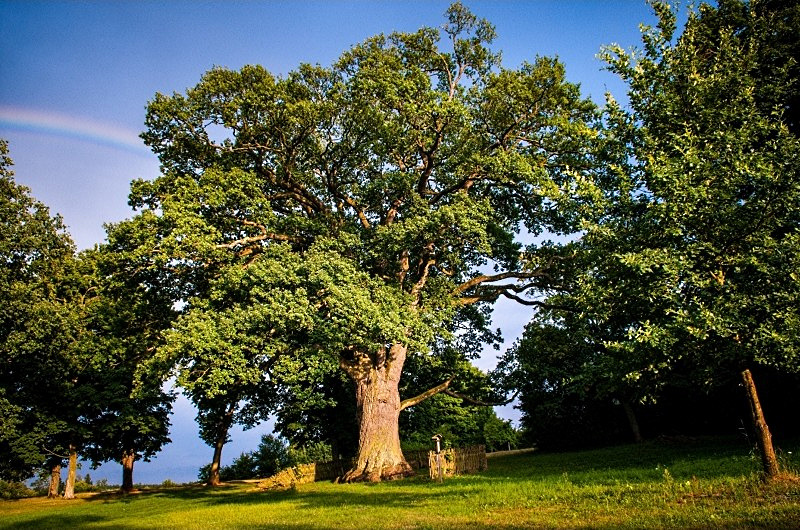
Bolko-Eiche 2016

Die Bolko-Eiche gilt als eine der ältesten Eichen in Polen (~650 Jahre), anderen Messungen zufolge soll sie aber wesentlich jünger sein. Sie hat eine Höhe von ca. 29 Meter und ihr Stammumfang beträgt 8,59 Meter (2009) und ein beeindruckendes Blätterdach von 34 mal 30 Metern. 2015 wurde sie vom Klub Gaja beim polnischen Nationalen Wettbewerb „Drzewo Roku“ zum Baum des Jahres gewählt und 2016 beim Wettbewerb „Europäischer Baum des Jahres“ nominiert und belegt dabei den 4. Platz.